# Výtržníci
Výtržníci (v anglickém originále The Rebel Rousers) je americký dramatický film z roku 1970. Režisérem filmu je Martin B. Cohen. Hlavní role ve filmu ztvárnili Cameron Mitchell, Bruce Dern, Diane Ladd, Harry Dean Stanton a Jack Nicholson.

## Obsazení
| Cameron Mitchell   | Paul Collier |
| Bruce Dern         | J.J. Weston  |
| Diane Ladd         | Karen        |
| Harry Dean Stanton | Randolph     |
| Jack Nicholson     | Bunny        |
| Neil Nephew        | rebel        |
| Lou Procopio       | rebel        |
| Earl Finn          | rebel        |
| Philip Carey       | rebel        |